# Lipica (gmina Škofja Loka)
Lipica – wieś w Słowenii, w gminie Škofja Loka. W 2018 roku liczyła 39 mieszkańców.